# Anoplocapros inermis
Anoplocapros inermis е вид лъчеперка от семейство Aracanidae. Видът е незастрашен от изчезване.

## Разпространение и местообитание
Разпространен е в Австралия (Виктория и Нов Южен Уелс).
Среща се на дълбочина от 10 до 300 m, при температура на водата около 17,6 °C и соленост 36 ‰.

## Описание
На дължина достигат до 37 cm.